# Heilig Hartbeeld (Nijswiller)
Het Heilig Hartbeeld is een standbeeld in de Nederlandse plaats Nijswiller, in de provincie Limburg.

## Achtergrond
Het Heilig Hartbeeld in Nijswiller werd op Hemelvaartsdag 1929 onthuld. Het beeld staat in een nis van een kleine kapel op een driesprong naast de Sint-Dionysiuskerk.

## Beschrijving
Het beeld toont een staande Christus, gekleed in een lang, gedrapeerd gewaad. Achter zijn hoofd heeft hij een nimbus. Hij houdt zijn rechterhand zegenend geheven en wijst met zijn linkerhand naar het vlammende Heilig Hart op zijn borst, dat is omgeven door een doornenkroon. In zijn handen zijn de stigmata zichtbaar. 
De kapel waarin het beeld staat is gemetseld van Kunradersteen en heeft een zadeldak. Onder het beeld is een plaquette aangebracht met de tekst 

NYSWILLERS HULDE
AAN DEN
KONING DER KONINGEN

ANNO 1929

 Het geheel wordt omgeven door een laag hekwerk.